# 곽창규
곽창규(1962년 9월 1일 ~ )는 대한민국의 축구 선수이며, 포지션은 미드필더이다.